# کارولین مکوری
کارولین مکوری (انگلیسی: Carolyn McRorie؛ زادهٔ ۶ دسامبر ۱۹۶۳) ورزشکار کرلینگ اهل کانادا است.